# Jules Combarieu
Pour les articles homonymes, voir Combarieu.
Jules Léon Jean Combarieu est un musicologue français né à Cahors le 3 février 1859 et mort à Paris le 7 juillet 1916.

## Biographie
Comme son frère aîné, Abel Combarieu, né à Cahors le 30 janvier 1856, et qui deviendra le directeur de cabinet du Président de la République Émile Loubet, Jules est le fils d'Henri Combarieu, imprimeur, et de Marie-Louise Salbant, qui se sont mariés dans le Quercy en 1855.
Il fait ses études à la Sorbonne, puis à Berlin avec Philipp Spitta. Il est d'abord professeur de lettres au lycée de Cahors à partir de 1882 et est reçu agrégé de lettres en 1884. En 1894, il reçoit le titre de docteur ès lettres, avec Les rapports de la Musique et de la Poésie considérées au point de vue de l'expression, et enseigne quelques années au lycée Louis-le-Grand.
Il fonde en 1901 la Revue d'histoire et de critique musicales qui devient la Revue musicale à partir de 1902 avant de fusionner avec la revue de la Société internationale de musique en 1912.
En 1902, il est chef de cabinet du ministre de l'instruction publique et des beaux-arts et est nommé chevalier de l'ordre de la Légion d'honneur. En 1903, il devient inspecteur de l'académie de Paris.
Entre 1904 et 1910, il est professeur d'histoire de la musique au Collège de France.
Son frère Abel Combarieu est l'oncle du diplomate et écrivain, membre de l'Académie française, Paul Morand. Christophe Combarieu, auteur du Lied (1998) et du Bel Canto (1999) (Presses universitaires de France), est son arrière-petit-fils.

## Distinctions
- Chevalier de la Légion d'honneur (1902)

## Œuvres
- Le Rapport de la poésie et de la musique considérée du point de vue de l'expression (thèse, 1893),
- L'Influence de la musique allemande sur la musique française, in Jahrbuch Peters (1895),
- Études de philologie musicale :

1. Théorie du rythme dans la composition moderne d'après la doctrine antique, suivi d'un Essai sur l'archéologie musicale au XIXe siècle et le problème de l'origine des neumes (1896 - critique et simplification de Westphal ; ces deux ouvrages ont reçu le prix de l'Académie),
2. La Musique et la Magie. Étude sur les origines populaires de l'art musical - son influence - et sa fonction dans les sociétés (1896),
3. Fragment de l'Énéide en musique d'après un manuscrit inédit (1898),

- Élément de grammaire musicale historique (1906),
- La Musique : ses lois, son évolution, Paris, Flammarion, Bibliothèque de philosophie scientifique (1907 - de nombreuses éditions en anglais), prix Charles Blanc de l’Académie française en 1908[10],
- Histoire de la musique des origines au début du XXe siècle (3 volumes, Paris 1913-1919, puis 5 volumes avec René Dumesnil, A. Colin 1955-1960), prix Charles Blanc de l’Académie française en 1961[11].
- Poésies de Valentin (Henri Bourette), (Ferdinand de Laroussilhe et Jules Combarieu), Lemerre, Cahors, 1885.

## Lire en ligne
- La musique au Moyen-âge dans la Revue de synthèse, tome I, I.1, p. 84 - 110, août 1900